# Dangs
Els Dangs fou un territori de l'Índia, que va formar part de l'agència de Khandesh i després de l'agència de Surat, a la presidència de Bombai, integrat per un cert nombre de principats. La població el 1881 s'estimava en 45.485 habitants i en només 18.634 el 1901.
Limitava (1881) al nord-oest amb l'estat de Warsawi (a l'agència de Rewa Kantha); al nord-est, districtes de Khandesh i Nasik; al sud el districte de Nasik; i oest amb l'estat de Bansda. I el 1901, al nord amb territori de Baroda; al sud el districte de Nasik i més territori de Baroda; a l'oest amb el principat de Bansda (agència de Surat), més territori de Baroda i el districte de Nasik; i a l'est amb el districte de Khandesh i el de Nasik, i l'estat de Baroda.
El 1881 estava format per 15 estats que eren 14 el 1901, tots ells governats per sobirans bhils (el 1881 un era kunbi). La superfície era (1881 i 1901) de 2.587 km². La distància màxima nord-sud era de 83,5 km i la màxima amplada de 45 km. El territori era selvàtic amb alguns rius com el Ambika, Puma, Kapri i Girra i els seus afluents. L'altura màxima era de 1.351 metres.
Sota governs natius locals els estats vivien del saqueig a les zones veïnes. El 1818 quan els britànics van annexionar Khandesh, els camins eren poc segurs, molts pobles havien estat saquejats i les morts eren constants; els habitants de la plana havien de pagar tribut per evitar ser assassinats i/o saquejats. Els britànics van enviar una expedició als Dangs (1818) que al cap de tres mesos i mig va haver de retornar cap a Malegaon, perquè molts havien mort de malària. En aquest temps el capità James Outram va aconseguir fer amistat amb els bhils i va crear el Bhils Corps iniciat amb només 9 homes que havien pujat a 600 el 1827. Aquest cos va aconseguir evitar els saquejos i assegurar els camins. Un tractat fou signat el 1842. Aviat la pau fou general fins al punt que a finals del segle només era necessària una força de 7 policies a Ahwa.
Dels catorze sobirans, quatre es titulaven raja, i la resta naik, pradhan o ponwar. La sobirania feudal nominal era pel sobirà de Garvi però de fet cadascun era completament independent amb l'única obligació de servir al costat de Garvi en temps de guerra. El sobirà de Garvi fou antigament tributari del deshmukh de Malhar una fortalesa de la taluka Baglan al districte de Nasik, però els conflictes sobre el tribut eren tan freqüents que els britànics van decidir cobrar directament les quantitats dels sobirans dels Dangs i entregar-ho al deshmukh.
Els estats llistats el 1881 eren:
- Garvi
- Amala
- Derbhauti o Derbhavti
- Wasurna o Vasurna
- Pimpri
- Kirli
- Shivbara
- Chinchli
- Auchar o Avachar
- Pimpladevi
- Wadhwan
- Palasbihar o Palasvihir
- Dhude (Bilbari)
- Surgana (després considerat fora del grup)
- Ketak Kadupada

Els estats llistats el 1901 eren: 
- Garvi
- Amala
- Derbhavti
- Vasurna
- Pimpri
- Kirli
- Shivbara
- Chinchli-Gadad
- Avachar
- Pimpladevi
- Vadhyaman (Wadhwan a Vadhavan)
- Palasvihir
- Bilbari
- Zari Garkhadi

El col·lector del districte de Surat exercia com a agent polític dels Dangs. La principal ciutat era Ahwa, al centre del territori a uns 500 metres d'altura, seu d'alguns oficials de l'agència. El 1881 no hi havia més de 5 o 6 persones que sabien llegir i escriure.
El 2007 cinc sobirans (anomenats com els rages de Godhvi, Daher, Amalaa, Pimpri i Vasuna, que podrien correspondre a Garvi, Derbhauti, Amala, Pimpri i Vasurna) i nou naiks van reclamar una pensió i el fet que cap dels estats havia signat el document d'accessió a l'Índia i, per tant, restaven jurídicament independents. La pensió els fou reconeguda.